# 2MASS J05325346+8246465
2MASS J05325346+8246465는 최초로 발견된 은하 헤일로 갈색왜성이자 준왜성이다.
현재 수명은 10-15억 년이다.